# Баскетбол на летней Универсиаде 1959
Баскетбольный турнир на летней Универсиаде 1959 проходил в городе Турине (Италия). Соревновались сборные команды мужчин. Первым чемпионом Универсиад стала сборная Советского Союза. 

## Победители и призёры
| Дисциплина | Золото | Серебро | Бронза       |
| Мужчины    | СССР Николай Баглей Альберт Вальтин Александр Венедиктов Юрий Выставкин Вадим Гладун Олег Кутузов Олег Мамонтов Станислав Пряхин Владимир Стремоухов Владимир Фомичев Главный тренер – Виктор Рудакас | Италия Франко Бертени Джусто Бонетто Джорджио Борджетти Эзио Кечнич Гвидо Карло Гатти Марко Марчионетти Ренцо Паулетти Джанфранко Пьери Сандро Риминуччи Клаудио Веллути Габриэль Вианелло Чезаре Вольпато Тренер - Нелло Параторе | Чехословакия |

## Медальный зачёт
| Место | Страна       | Золото | Серебро | Бронза | Всего |
| ----- | ------------ | ------ | ------- | ------ | ----- |
| 1     | СССР         | 1      | 0       | 0      | 1     |
| 2     | Италия       | 0      | 1       | 0      | 1     |
| 3     | Чехословакия | 0      | 0       | 1      | 1     |
|       | Всего        | 1      | 1       | 1      | 3     |

## Ссылка
- Результаты баскетбольного турнира летней Универсиады 1959 на сайте sports123.com  (англ.)

## Источник
- 100 лет российского баскетбола: история, события, люди. Справочник (автор-составитель В. Квасков). М., «Советский спорт», 2006. ISBN 5-9718-0175-9